# Turkmenska SSR
Turkmenska socialistiska sovjetrepubliken, förkortat Turkmenska SSR, var Turkmenistans namn som sovjetrepublik.

## Geografi och befolkning
Turkmenska SSR var beläget i sydvästra Västturkestan, mellan Kaspiska havet och Amu-Darja. Det gränsar i norr till Kazakiska SSR och Uzbekiska SSR, i söder till Iran och Afghanistan. Med undantag för randbergen i söder upptogs Turkmenska SSR till största delen av den ödsliga sandöknen Kara-kum, som genomkorsades av uttorkade flodbäddar och hårda lerytor. Huvudmassan av befolkningen levde kring Amu-Darja och i oaserna i södra Turkmeninstan. Turkmenerna var övervägande nomader, uzbekerna jordbrukare, ryssarna och armenierna stadsbor. 
1939 hade sovjetrepubliken 1 253 985 invånare (1939), därav c:a 72 procent turkmener, 12 procent uzbeker, 8 procent ryssar, 8 procent kazaker, karakalpaker, armenier m.fl. Till följd av landets industrialisering hade stadsbefolkningen ökats från 14 procent 1926 till 33 procent 1939.

## Näringsliv
Näringslivet grundade sig främst på åkerbruk och boskapsskötsel. Av den 1945 konstbevattnade arealen om 353 000 hektar användes c:a 35% för bomullsodling. Dessutom odlades vete, luzern och frukt samt producerades silke. Boskapsstocken bestod 1942 bl.a. av 2,2 miljoner får, 260 000 nötkreatur och 75 000 kameler. Vid Kaspiska havet idkades fiske.
Av mineralfyndigheter exploaterades bl.a. petroleum, stenkol, tenn- och kopparmalm, svavel och salt.
Turkmenska SSR hade bomulls- och livsmedelsindustri; som hemslöjd tillverkades mattor av mycket hög kvalitet. Turkmenska genomdrogs av Transkaspiska järnvägen med en bibana längs Murgab till Kusjka vid persiska gränsen. Den i öknarna hittills dominerande kameltrafiken ersattes småningom av bilvägar. Folkbildningen stod under tsartiden lågt, 99% av befolkningen var analfabeter.

## Historia
I folkomröstningen 1991 röstade 98,26% i republiken för att behålla unionen.